# 左沢町
左沢町（あてらざわまち）は山形県西村山郡にあった町。現在の大江町の東端にあたる。本項では町制前の名称である左沢村（あてらざわむら）についても述べる。

## 地理
- 山：大山、日光山、カラス丸山
- 河川：最上川

## 地名の由来
諸説あるが、主に人口に膾炙しているのは以下の説である。
1. 宝暦年間に進藤重記によって編纂された地誌『出羽國風土略記』に拠る最上川の右岸を「こちらの沢」、左岸を「あちらの沢」と呼んだ（左沢市街地は実際に最上川左岸にあたる）ことからの転訛との説。
2. 柳田國男に拠る、古語に樹木の日の当たらない側をアテと云い、転じて日当たりの悪い土地をアテと称したことに基づくとの説。なお、柳田に拠れば「アテラ」「安寺」「阿寺」等、同音の地名は美濃以東日本各地に分布している。山中襄太は山形県内だけでも同音の地名を10箇所確認できるとする。
3. 大正年間の鉄道旅行ガイドが採取している、寒河江城から見て「あちら」方の渓谷と大江親広が呼んだことに因るとの説。
4. 詩人の黒田喜夫等が唱えるアイヌ語起源説。黒田に拠れば、アイヌ語で「at‐e‐ra‐nay」は日本語で「オヒョウニレ・そこの・下方に・沢」となり、すなわち「楡の木のある所の下流の沢」となるという。

## 歴史
- 1889年（明治22年）4月1日 - 町村制の施行により、左沢村、三郷村、富沢村、小見村、藤田村の区域をもって左沢村が発足。
- 1896年（明治29年）8月17日 - 左沢村が町制施行して左沢町となる。
- 1959年（昭和34年）8月20日 - 漆川村と合併して大江町が発足。同日左沢町廃止。

## 重要文化的景観
最上川舟運の河岸として発展し、その背後にある自然環境や農山村も含めた生活・生業を示す景観が、「最上川の流通・往来及び左沢町場の景観」の名称で文化財保護法による重要文化的景観として選定されている。

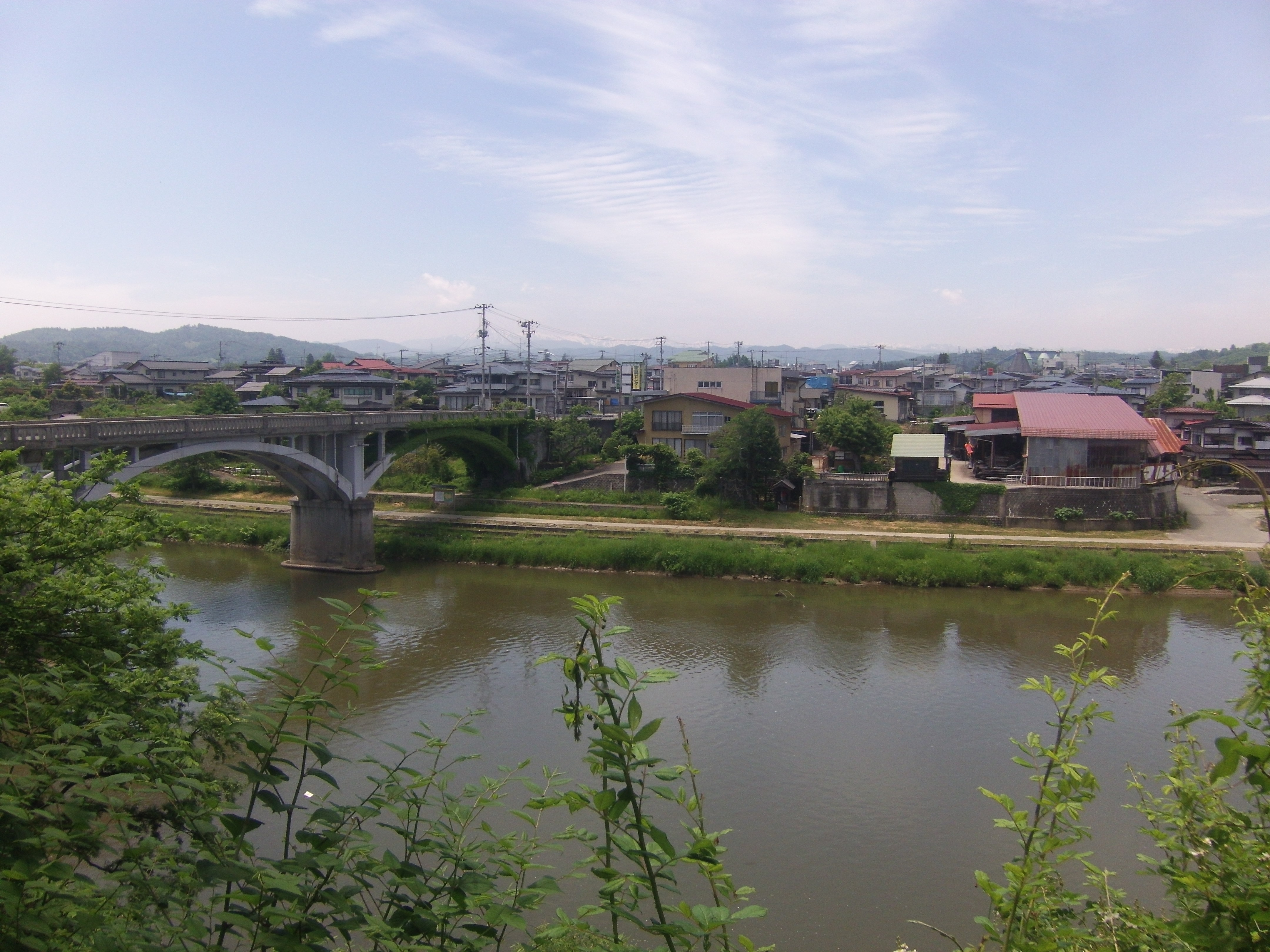
最上川と旧最上橋（川陣屋跡と船着場跡）
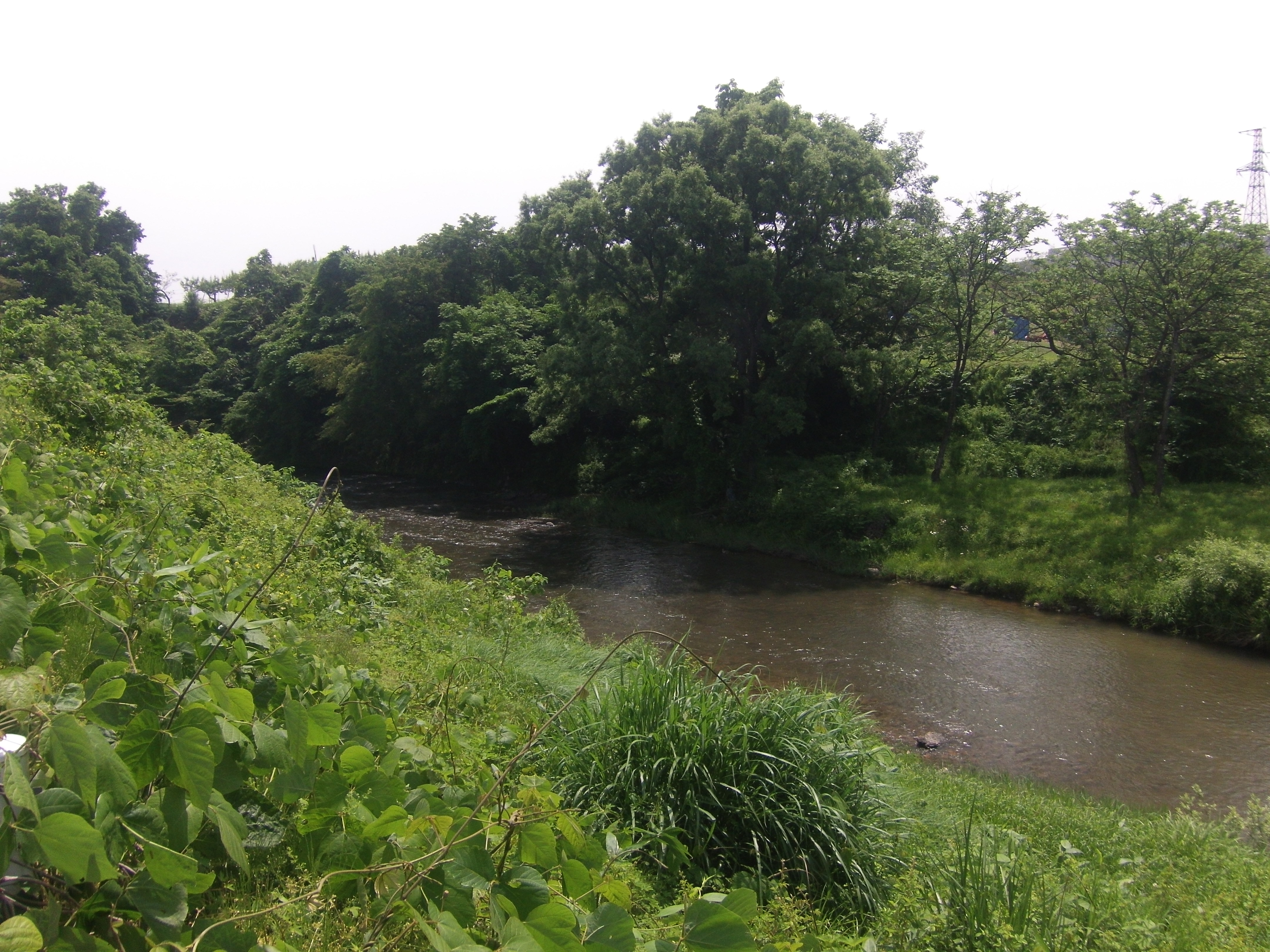
舟運を担った月布川
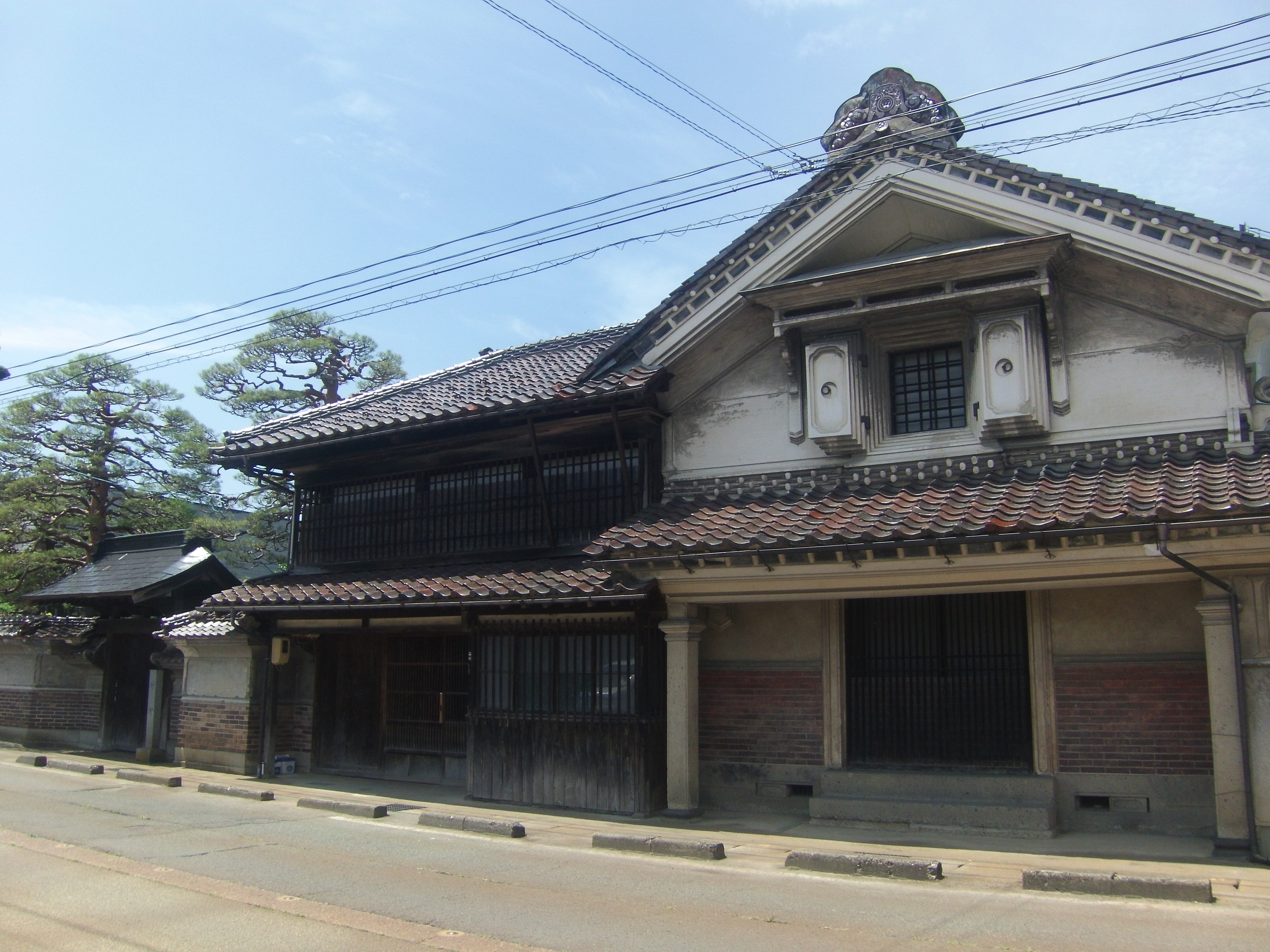
原町の清野家（造酒業）
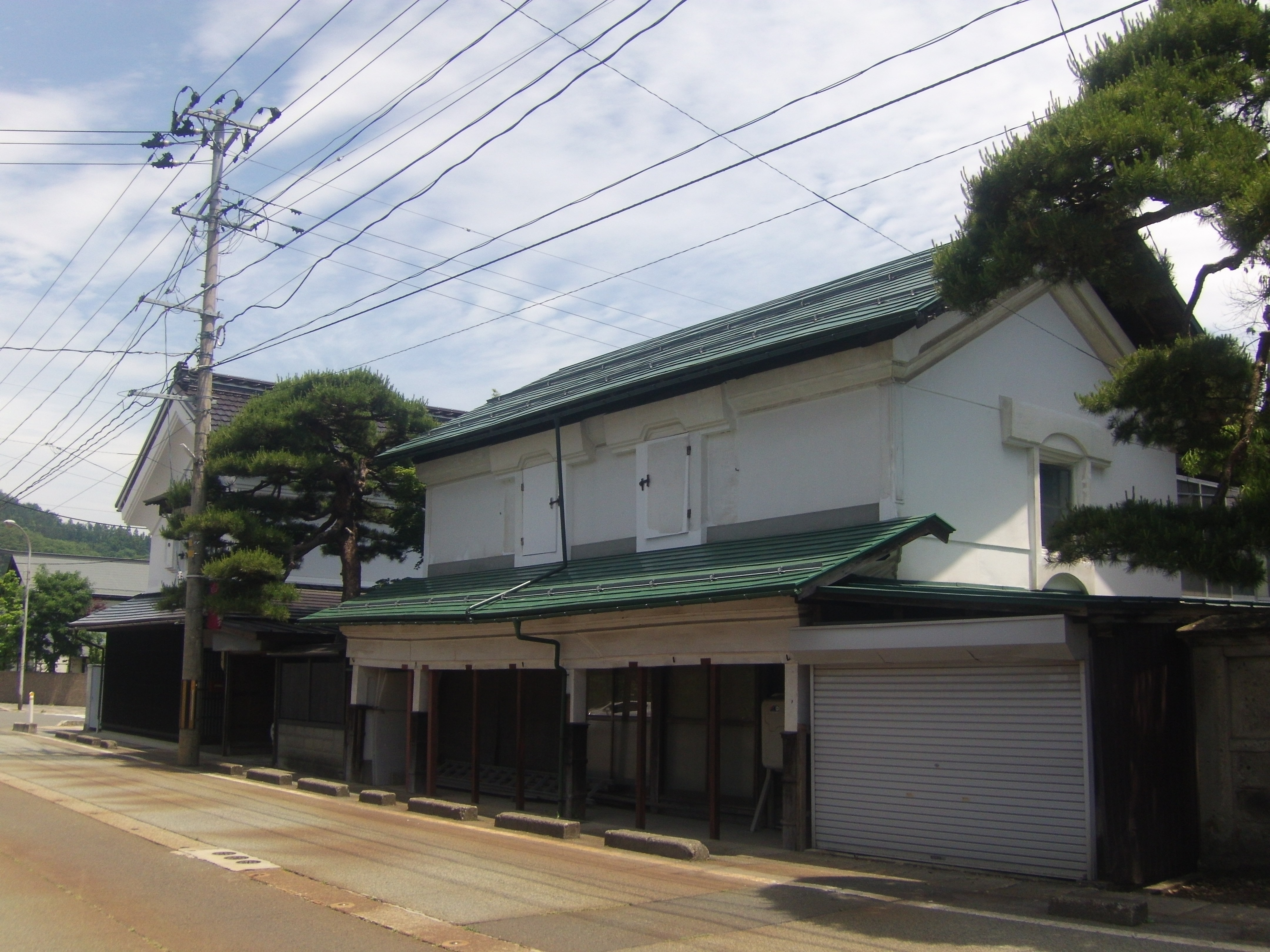
原町の菊地家（青芋・生糸取扱い）
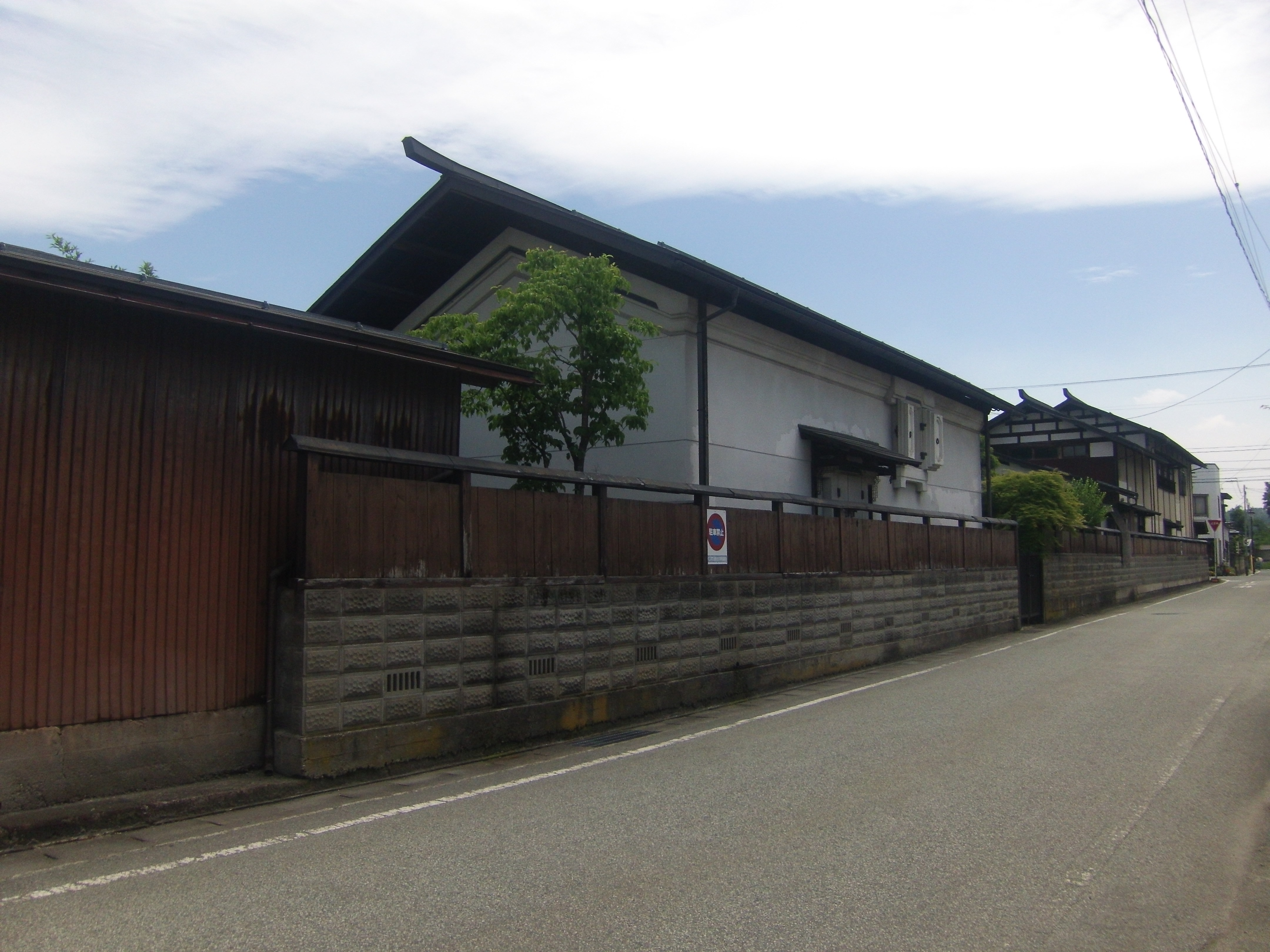
内町小漆川地区の山家家（検断）
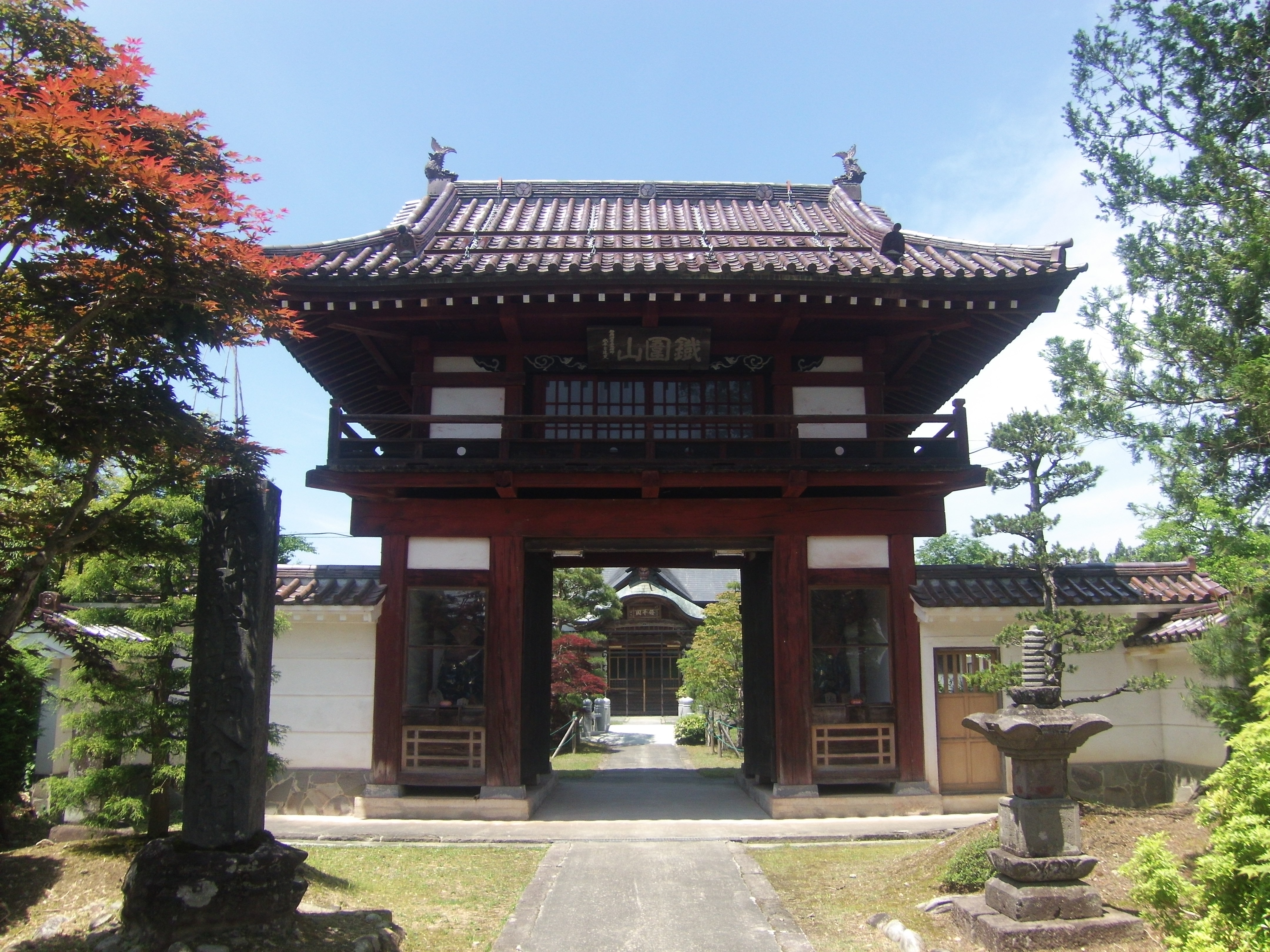
巨海院（こかいいん）
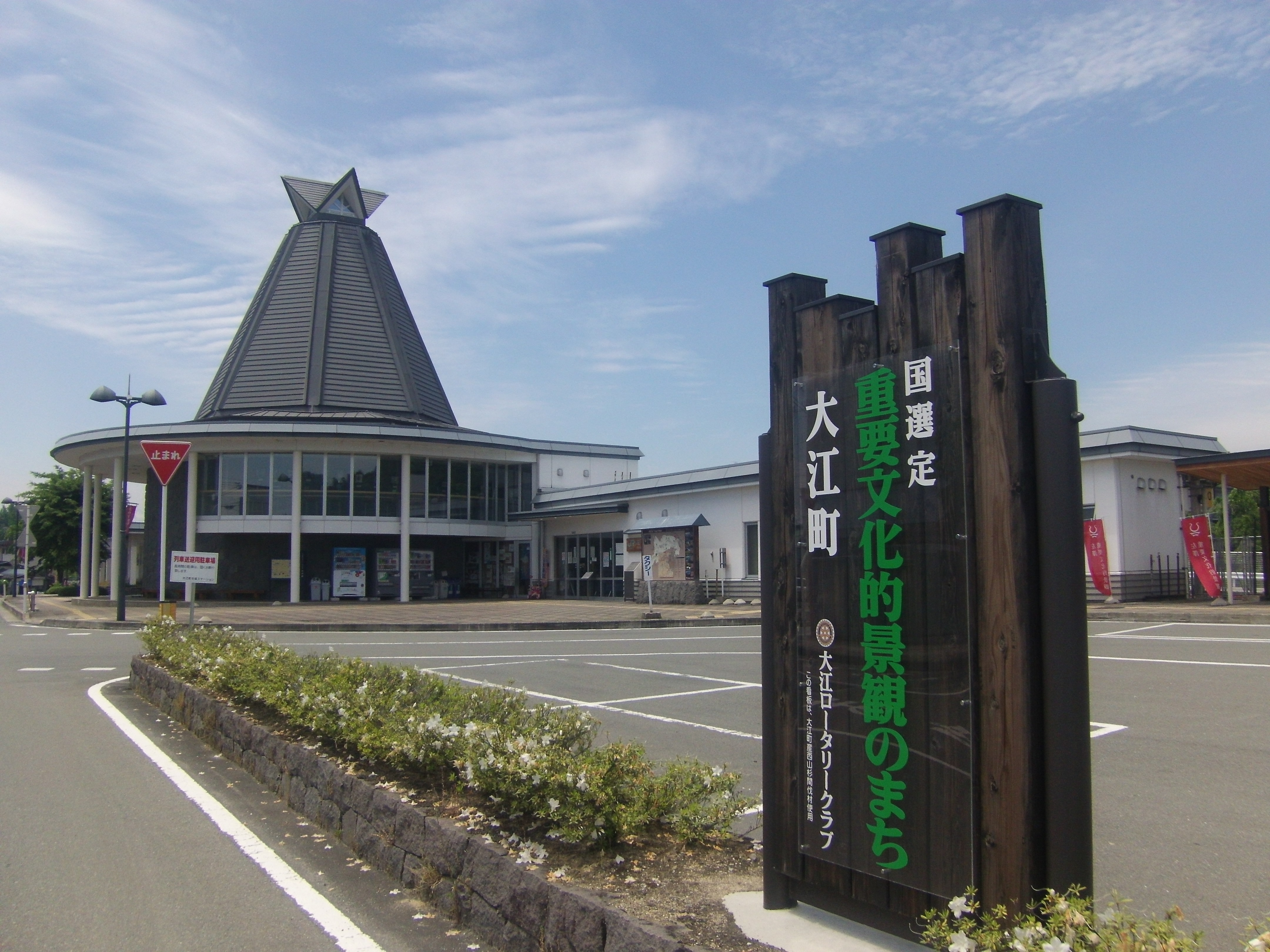
左沢駅前の看板

## 交通

### 鉄道路線
- 日本国有鉄道
  - 左沢線
    - 左沢駅

### 地図
- 西部街道（現・国道287号）

## 出身人物
- 板垣清一郎（第8・9・10・11・12代山形県知事）
- 志田周子（女医、アララギ派の歌人。生誕地）